# Hôtel de Blanchetti
LHôtel de Blanchetti, est un bâtiment à Avignon, dans le département de Vaucluse.

## Histoire

Blason de la famille de Blanchetti

La famille de Blanchetti est originaire de Bologne. Elle était restée en relation avec sa ville d'origine. François de Blanchetti, seigneur de la Motte, a acheté en 1730 une maison donnant sur la rue de la Croix et la place de la Bulle.
Cette maison est démolie pour être reconstruite pour être reconstruite dans les années 1760. En l'absence de prix-faits, il n'est possible de donner de date précise et l'architecte ayant fait les plans du bâtiment. Dans Avignon. Le guide musées, monuments, promenades, l'auteur propose de l'attribuer à Jean-Baptiste Franque. En 1760, Mme Blanchetti, en l'absence de son mari parti à Bologne, conteste les travaux faits par le maçon Briat. Une expertise est alors faite par les architectes Thibault et Bondon. Paul Achard (1811-1884), archiviste du département du Vaucluse, la statue de la Vierge à l'Enfant dans la niche d'encoignure à l'angle de la maison avec le jardin du côté de la rue de la Croix date de 1764 et serait l'œuvre du sculpteur Pierre-Joseph Brever.
La porte d'entée sur la place de la Bulle est surmontée du masque et des attributs d’Hercule : massues, peau de lion.
La cour intérieure est pavée d’une calade colorée avec armoiries des Blanchetti et la date de 1760, réalisée par le paveur avignonnais Barrelet.
L'hôtel est habité entre 1775 et 1823 par la comtesse Henriette-Catherine de Blanchetti, née de Perier, et son époux.
L'hôtel a été vendu en 1998 par les descendants de la famille Blanchetti. Il est laissé à l'abandon par ses nouveaux propriétaires. L'hôtel est alors squatté et pillé. Il est racheté par la Compagnie immobilière de restauration qui a entrepris de le réhabiliter pour y installer neuf appartements. La restauration et le réaménagement de cet hôtel classé ont été faits sous la direction de l'architecte du patrimoine Michel Escande.

## Protection
L'hôtel est classé au titre des monuments historiques le 21 décembre 1984.